# Amphioplus personatus
Amphioplus personatus är en ormstjärneart som först beskrevs av Jean Baptiste François René Koehler 1905.  Amphioplus personatus ingår i släktet Amphioplus och familjen trådormstjärnor. Inga underarter finns listade i Catalogue of Life.